# Johannes Zielosko
Johannes Zielosko (* 6. September 1927 in Rokittnitz, Oberschlesien) ist ein deutscher Agrar- und Bildungsexperte, der vor allem für seine Arbeit im Bereich der ländlichen Bildung und Berufsbildung bekannt ist.

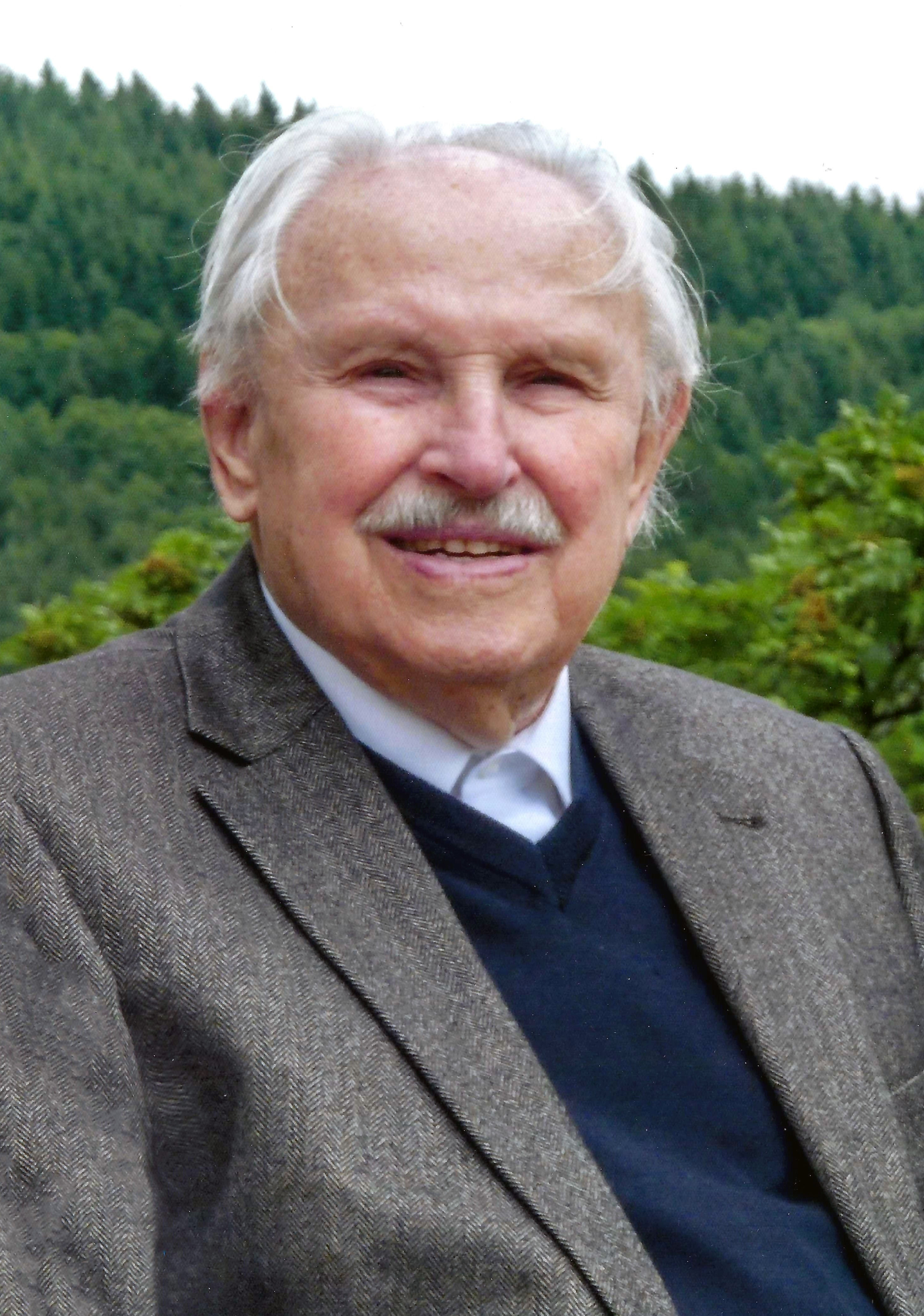
Johannes Zielosko, ca. 2010

## Familie, Kriegserfahrung und Berufsausbildung
Zielosko wuchs als zweites von vier Geschwistern in einer Bergbaufamilie im oberschlesischen Rokittnitz auf. Im Jahr 1936 wurde der Ort in Martinau umbenannt. Bis 1944 absolvierte er dort die Volks- und Mittelschule.
Im Zweiten Weltkrieg war er von Mai 1943 bis März 1944 als Luftwaffenhelfer einberufen worden und absolvierte anschließend bis Juli 1944 ein Maschinenbaupraktikum im Reichsbahnausbesserungswerk Gleiwitz. Im Oktober 1944 wurde Zielosko zur Wehrmacht eingezogen und geriet im Mai 1945 in amerikanische Kriegsgefangenschaft, aus der er im Oktober 1945 entlassen wurde.
Er blieb in Süddeutschland und kehrte nicht mehr nach Oberschlesien zurück. In Süddeutschland war Zielosko auf verschiedenen landwirtschaftlichen Betrieben in der damaligen amerikanischen Besatzungszone tätig und schloss 1950 eine landwirtschaftliche Lehre mit der Gesellenprüfung ab.
Im Jahr 1951 erwarb Zielosko an der höheren Landbauschule in Nürtingen die Hochschulreife und studierte an der Universität Hohenheim bis 1955 das Fach Landwirtschaft mit dem Abschluss Diplom-Landwirt.
Zielosko ist seit 1956 verheiratet mit Helene Zielosko (geborene Gerlinger) und hat drei Kinder.

## Berufliche Laufbahn
Nach Abschluss der akademischen Ausbildung arbeitete Zielosko ab Oktober 1955 als Lehrkraft an der Bauernschule Ländliche Heimvolkshochschule Hohenheim (Stuttgart) und als Sachbearbeiter für Jugendarbeit beim Bauernverband Württemberg-Baden.
1960 wurde er Heimleiter der neu gebauten Bauernschule Stuttgart-Hohenheim. Im Jahr 1966 wurde er zum Leiter der Schule ernannt.
Ab 1970 war er bis zu seinem Eintritt in den Ruhestand im Jahr 1990 Abteilungsleiter für den Bereich „Bildung“ in der Geschäftsführung des Bauernverbandes Württemberg-Baden. In dieser Funktion war Zielosko ein maßgeblicher Mitgestalter der berufsstandpolitischen Ära, die unter der Präsidentschaft von Carl Dobler 1969 begann. Zugleich blieb er Direktor der Bauernschule Hohenheim.
Nach seinem Eintritt in den Ruhestand blieb Zielosko aktiv als Referent zu Fragen der Bildung, Gesellschaftspolitik und Lebenskunde im ländlichen Raum. Insbesondere bei Veranstaltungen der Landfrauen- und Landjugend-Organisationen oder bei kirchlichen Einrichtungen ist er ein gefragter Redner.

## Mitwirkung in Gremien
Von 1962 bis 1970 war Zielosko Vorsitzender des Arbeitskreises „Gruppenarbeit“ beim Bund der Deutschen Landjugend in Bonn. 1965 wurde er Mitglied im Kultur- und Bildungsausschuss des Deutschen Bauernverbandes in Bonn.
Von 1969 bis 1990 war er Vorsitzender des Bildungsausschusses der Arbeitsgemeinschaft der badisch-württembergischen Bauernverbände und der Arbeitsgemeinschaft der Ländlichen Heimvolkshochschulen in Baden-Württemberg.
Von 1970 bis 1990 war er Mitglied im Ausschuss für Berufsbildung beim Zentralausschuss der deutschen Landwirtschaft in Bonn. Ab 1972 engagierte sich Zielosko auch auf europäischer Ebene in der Arbeitsgruppe „Bildungswesen“ beim Verband der Europäischen Landwirtschaft in Brugg (Schweiz).
Von 1973 bis 1983 war Zielosko Mitglied im Berufsbildungsausschuss beim Ministerium für Ernährung, Umwelt und Forsten in Stuttgart sowie bis 1990 im Landesausschuss für Berufsbildung beim Ministerium für Wirtschaft, Mittelstand und Technologie in Stuttgart.
Zielosko war von 1976 bis 1978 Vorsitzender des Vereins Landbildung e.V. in Bonn und von 1976 bis 1990 Mitglied im Landeskuratorium für Weiterbildung beim Ministerium für Kultus und Sport in Stuttgart.
Seit 1981 war er Mitglied im Fachteam für den „Modellversuch für Prüfungssachverständige der Agrarwirtschaft“ beim Bundesinstitut für Berufsbildung in Berlin und war dort von 1983 bis 1989 Sachverständiger im Forschungsprojekt „Qualifikationsanforderungen und ihre Auswirkungen auf die berufliche Erstausbildung zum Land-, Tier-, und Pferdewirt“.

## Akademische Lehrtätigkeit
Von 1978 bis 1993 war er Lehrbeauftragter der Fachhochschule Nürtingen für „Berufs- und Arbeitspädagogik“.
Im Jahr 1986 wurde er zum Honorarprofessor durch den Minister für Wissenschaft und Kunst des Landes Baden-Württemberg ernannt.

## Ehrenamtliche Tätigkeit
Ehrenamtlich engagierte sich Johannes Zielosko von 1977 bis 1990 als Prüfer in der Freiwilligen Selbstkontrolle der Filmwirtschaft (FSK) in Wiesbaden und war von 1966 bis 1971 Kirchengemeinderat in der Evangelischen Kirchengemeinde Stuttgart-Birkach.

## Ehrungen und Auszeichnungen
Zielosko erhielt während seiner beruflichen Laufbahn mehrere Auszeichnungen, darunter die Staatsmedaille in Silber des Landes Baden-Württemberg, die Goldene Ähre des Bauernverbandes Württemberg-Baden und die Verdienstmedaille in Silber der Fachhochschule Nürtingen.

## Veröffentlichungen
1. Landjugend und Film, Württembergisches Wochenblatt für Landwirtschaft (WWL), Nr. 3/1957
2. Im ländlichen Seminar spiegeln sich Bildungswünsche der Landjugend; Württembergisches Wochenblatt für Landwirtschaft (WWL), Nr. 22/1960
3. Kann die Jugendgruppe Bildungsarbeit leisten? Württembergisches Wochenblatt für Landwirtschaft (WWL), Nr. 45/1960
4. Landjugend und Technik, Württembergisches Wochenblatt für Landwirtschaft (WWL), Nr. 21/1962
5. Die Landjugend in ihrer sozialen Umwelt. Die Landwirtschaftliche Berufsschule, Sonderheft 1966, München
6. Ein Leben lang lernen, Württembergisches Wochenblatt für Landwirtschaft (WWL), Nr. 16/1967
7. Auftrag und Aufgabe der ländlichen Heimvolkshochschule Festschrift der Vereinigung und Freunde der Staatlichen, Ingenieurschule für Landbau Nürtingen e.V., 1967
8. Zur Situation der Jugend auf dem Lande. Die Ländliche Heimvolkshochschule 1967, Hermannsburg
9. Mitteldeutsche Landwirtschaft vor tiefgreifenden Änderungen, Mitteilungen der DLG, Heft 7/1969, Frankfurt/Main
10. Die landwirtschaftliche Berufsausbildung als Bestandteil des sozialistischen Bildungssystems in der DDR. Die Landwirtschaftliche Berufsschule, Nr, 11/1969, München
11. Sorgen um den Nachwuchs, Grüne Reihe des Bauernverbandes Württemberg-Baden, Nr. 2/1970, Stuttgart
12. Die Bildungsarbeit der ländlichen Heimvolkshochschulen, Ländliche Erwachsenenbildung in Baden-Württemberg, 1970, Stuttgart
13. Die Zukunft unserer Landwirtschaft aus der Sicht der jungen Generation, Grüne Reihe des Bauernverbandes Württemberg-Baden, Nr. 3/1971
14. Koordinierte Erwachsenenbildung in der EWG? Deutsche Bauern-Korrespondenz Nr, 10/1971, Bonn
15. Bodeneigentum in der Industriegesellschaft, Grüne Reihe des Bauernverbandes Württemberg-Baden, Nr. 4/1972
16. Wie ist es den Menschen in der Landwirtschaft zumute? Kirche im Dorf. Hleft 5/1972, Harsefeld
17. Berufsbild und Selbstverständnis des Landwirts, Grüne Reihe des Bauernverbandes Württemberg-Baden, Nr. 5/1973
18. Tendenzwende – aus der Sicht des Bildungswesens, Grüne Reihe des Bauernverbandes Württemberg-Baden, Nr. 7/1975
19. Auf der Suche nach mehr Sicherheit, Württembergisches Wochenblatt für Landwirtschaft (WWL), Nr. 41/1975
20. Zielgruppenorientierte Erwachsenenbildung am Beispiel der Landwirtschaft, Die Ländliche Heimvolkshochschule 1976, Hermannsburg
21. In Abhängigkeit leben und arbeiten, Württembergisches Wochenblatt für Landwirtschaft (WWL), Nr. 38/1977
22. Entwicklung der ständigen Weiterbildung, im landwirtschaftlichen Bereich Veröffentlichungen der CEA, Nr,57, 1977, Brugg (Schweiz)
23. Sorge um die Zukunft der Landwirtschaft, Württembergisches Wochenblatt für Landwirtschaft (WWL), Nr. 44/1978
24. Landwirtschaft In: Handwörterbuch der Volkswirtschaft. Gabler, 1978, Wiesbaden
25. Die Rolle der Heimvolkshochschulen in der ländlichen Bildungsgesellschaft Volkshochschule im Westen, Nr. 5/1979, Köln
26. Sichere Ernten – eine Selbstverständlichkeit? Württembergisches Wochenblatt für Landwirtschaft (WWL), Nr. 39/1979
27. Bessere Ausbildung durch Fremdlehre, Württembergisches Wochenblatt für Landwirtschaft (WWL), Nr. 40/1980
28. Bildungspolitische Verantwortung für das Land, Deutsche Bauern-Korrespondenz Nr. 1/1981, Bonn
29. Verantwortung und Aufgaben des landwirtschaftlichen Berufsstandes im Bildungsbereich, Herrschinger Hefte Nr. 3, 1981
30. Die berufliche Bildung in der Landwirtschaft auf dem Prüfstand, Deutsche Bauern-Korrespondenz Nr. 10/1982, Bonn
31. Mein Nachbar, mein Konkurrent, Württembergisches Wochenblatt für Landwirtschaft (WWL), Nr. 37/1982
32. Produktionspotential der Landwirtschaft erhalten, Württembergisches Wochenblatt für Landwirtschaft (WWL), Nr. 39/1982
33. Früchte der Erde, Württembergisches Wochenblatt für Landwirtschaft (WWL), Nr. 39/1982
34. Das Kabelfernsehen weckt Hoffnungen und Ängste, Württembergisches Wochenblatt für Landwirtschaft (WWL), Nr. 1/1984
35. Lehrstellenmange1 in der Land- und Hauswirtschaft, Württembergisches Wochenblatt für Landwirtschaft (WWL), Nr. 18/1983
36. Die Schule auf dem Prüfstand, Württembergisches Wochenblatt für Landwirtschaft (WWL), Nr. 22/1983
37. Neugestaltung der Meisterprüfung gefordert, Badisches Landwirtschaftliches Wochenblatt (BLW), Nr. 23/1983
38. Einheitlichkeit in der beruflichen Bildung erhalten, Württembergisches Wochenblatt für Landwirtschaft (WWL), Nr. 27/1983
39. Die Ausstellung eines Zeugnisses, Württembergisches Wochenblatt für Landwirtschaft (WWL), Nr. 26/1984
40. Mehr Chancen für das lebenslange Lernen Württembergisches Wochenblatt für Landwirtschaft (WWL), Nr. 33/1985